# ソロントン・ピッカード
ソロントン・ピッカード（Thornton-Pickard Manufacturing Co. ）はかつてイギリスに存在したカメラメーカーである。エドガー・ピッカード（Edgar Pickard ）とジョン・エドワード・ソロントン（John Edward Thornton ）により創業し写真乾板用の組み立て暗箱や一眼レフカメラを製造し高い評価を受けた。

## 歴史
- 1888年 - 前身であるソロントン製作所で「定時瞬時シャッター」の製造が開始された[2]。
- 1889年 - ソロントン・ピッカードに社名変更した[2]。

## ソロントンシャッター
正式名称は「定時瞬時シャッター」（Time & Instantaneous shutter ）。レンズ前に被せる布幕ローラーブラインドシャッターで、ソロントン製作所時代の1888年に開発され、レンズ本数の多い職業写真家にとってコストが安価に済むため競争に勝って独占供給状態となった。また多数のメーカーにライセンスされて生産され「ソロントンシャッター」として一般名詞化した。

## 製品一覧
- オーバーシーズインペリアル（1910年） - キャビネ（12×16.5cm）判写真乾板[2]。
- ロイヤルルビーレフレックス（1912年） - ベッドを倒して蛇腹を繰り出す形式の箱形一眼レフカメラ。レンズ前板の各種アオリが可能。自社製ユニットフォーカルプレンシャッター、T、1/10〜1/1000秒[3]。

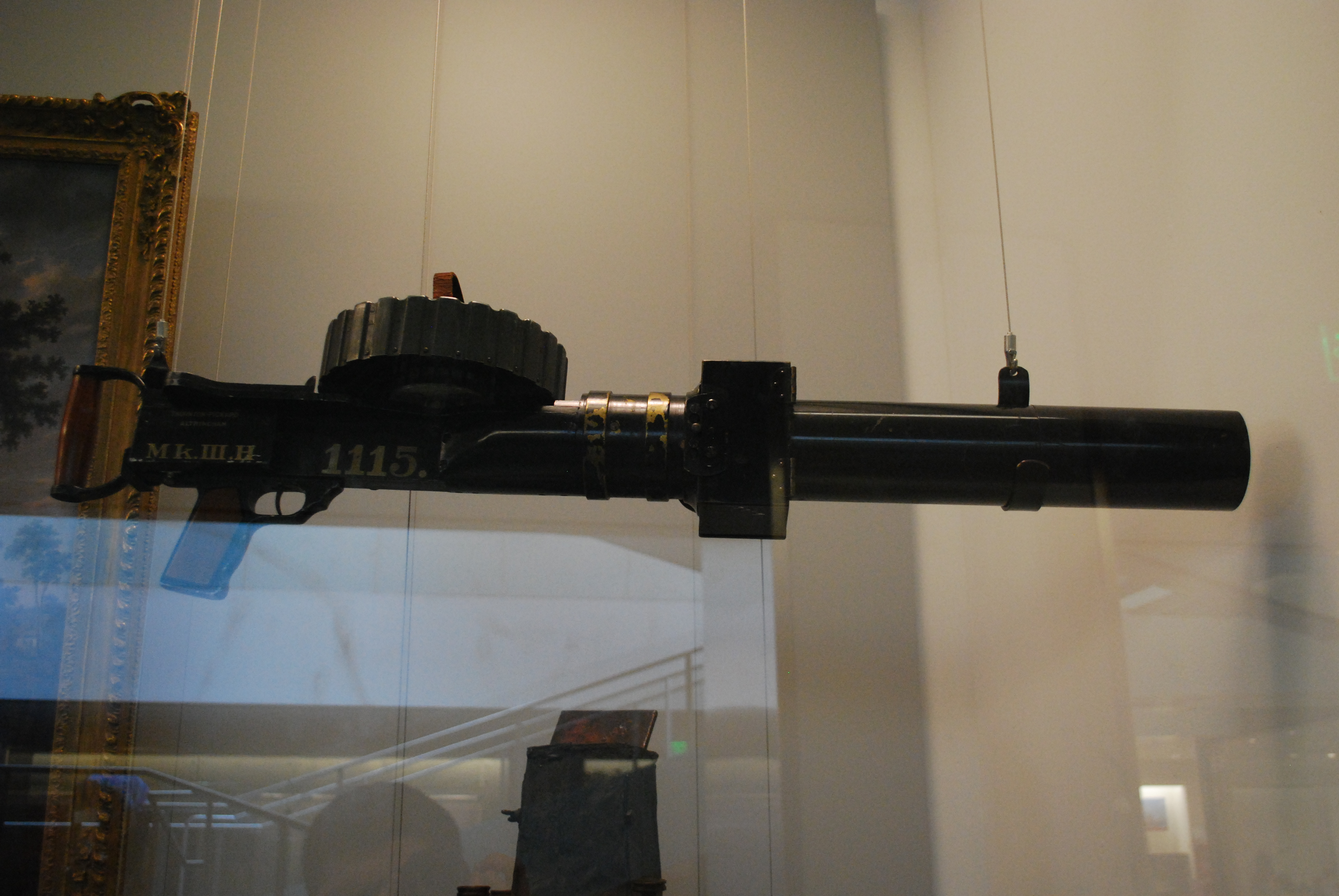
ソロントンピッカードマークIII
（国立アメリカ歴史博物館）

- フォトグラフィックライフル（1915年） - 第一次世界大戦中イギリス空軍の射撃訓練用に製造された。ルイス軽機関銃の筐体を流用しカメラを組み込んである。120フィルム使用、6×4.5cm判。レンズは12inF8。レンズシャッター。ロンドン科学博物館と空軍博物館に展示されている。
- ルビー
- スペシャルルビー
- デラックス
- デュープレックス
- レフレックス - 写真乾板。一眼レフカメラ。